# Ron Vawter
Ron Vawter (* 9. Dezember 1948 in Latham, New York; † 16. April 1994 auf einem Flug von Zürich nach New York City) war ein US-amerikanischer Schauspieler. Vawter übernahm oft kleinere Charakterrollen, unter anderem in Filmen des Regisseurs Jonathan Demme.

## Leben
Vawter wurde 1948 in Albany als Sohn eines Soldaten geboren. Er besuchte das private Siena College in Loudonville, New York, und erwarb seinen Master-Abschluss an der New York University.
Er diente zunächst in der US-Armee, wurde Rekrutierungsoffizier in Downtown Manhattan, und wurde durch Schauspielproben in der New Yorker Performing Garage inspiriert, selbst Schauspieler zu werden.
Er war 1975 Gründungsmitglied der Wooster Group. Bis 1994 im Alter von 45 Jahren spielte Vawter in den meisten Produktionen der Gruppe mit. Zusätzlich zu seiner Arbeit in der Wooster Group war Vawter regelmäßig in Filmen zu sehen, wie in Philadelphia, Das Schweigen der Lämmer und Sex, Lügen und Video.
Höhepunkt seiner Theaterkarriere war sein Einpersonenstück Roy Cohn / Jack Smith (1993, unter Regie-Mitarbeit von Gregory Mehrten). Vawter spielte darin, selbst bekanntermaßen an AIDS erkrankt, in zwei Monologen den konservativen und verdeckt homosexuellen US-Politiker Roy Cohn (1927–1986), der politisch stets gegen Kommunisten und Homosexuelle in den Vereinigten Staaten vorgegangen war, und den Camp-Künstler Jack Smith. Beide waren an AIDS gestorben. Um die Aufführung rankt sich die Legende, dass die Nachfahren von Jack Smith von Vawters Darstellung des Verstorbenen derart berührt waren, dass sie ihm die Urne mit der Asche Jack Smiths überreichten und Vawter für die noch folgenden Aufführungen stets einen kleinen Teil der Asche Smiths der Schminke beimengte, mit deren Hilfe er sich in ihn verwandelte. Die Rolle brachte ihm einen Obie Award ein.
Vawter lebte offen schwul und war seit 1991 HIV-positiv. Er starb während eines Fluges von Zürich nach New York City an einem Herzinfarkt. Er hinterließ seinen Lebensgefährten Greg Mehrten, seine Mutter und zwei Schwestern.

## Filmografie (Auswahl)
- 1977: Sudden Death
- 1979: Minus Zero
- 1980: Empty Suitcases
- 1981: Strong Medicine
- 1983: Born in Flames
- 1983: King Blank
- 1985: Miami Vice (Fernsehserie, 1 Episode)
- 1987: Arena Brains (Kurzfilm)
- 1987: Der Equalizer (The Equalizer, Fernsehserie, 1 Episode)
- 1989: Sex, Lügen und Video (Sex, Lies, and Videotape)
- 1989: Twister – Keine ganz normale Familie (Twister)
- 1989: Die Schattenmacher (Fat Man and Little Boy)
- 1989: Volcano Saga
- 1990: Internal Affairs – Trau’ ihm, er ist ein Cop (Internal Affairs)
- 1990: American Experience (Fernsehserie, 1 Episode)
- 1990: Made in Hollywood (Fernsehfilm)
- 1991: Das Schweigen der Lämmer (The Silence of the Lambs)
- 1991: Das Kabinett des Dr. Ramirez (The Cabinet of Dr. Ramirez)
- 1991: Der Mond über Plymouth (Plymouth, Fernsehfilm)
- 1991: Women & Men 2: In Love There Are No Rules (Fernsehfilm)
- 1991: Johnny Suede
- 1992: Swoon
- 1992: Screenplay (Fernsehserie, 1 Episode)
- 1992: Deadly Instinct (Fernsehfilm)
- 1992: Mastergate (Fernsehfilm)
- 1993: König der Murmelspieler (King of the Hill)
- 1993: Philadelphia
- 1994: Fresh Kill
- 1994: Roy Cohn/Jack Smith